# Radoszyce (gemeente)
De gemeente Radoszyce is een stads- en landgemeente in het Poolse woiwodschap Święty Krzyż, in powiat Konecki.
De zetel van de gemeente is in Radoszyce.
Op 30 juni 2004 telde de gemeente 9170 inwoners.

## Oppervlakte gegevens
In 2002 bedroeg de totale oppervlakte van gemeente Radoszyce 146,71 km², waarvan:
- agrarisch gebied: 57%
- bossen: 38%

De gemeente beslaat 12,87% van de totale oppervlakte van de powiat.

## Demografie
Stand op 30 juni 2004:
| Omschrijving                   | Totaal | Totaal | Vrouwen | Vrouwen | Mannen | Mannen |
| ------------------------------ | ------ | ------ | ------- | ------- | ------ | ------ |
| eenheid                        | aantal | %      | aantal  | %       | aantal | %      |
| inwoners                       | 9170   | 100    | 4527    | 49,4    | 4643   | 50,6   |
| bevolkingsdichtheid (inw./km²) | 62,5   | 62,5   | 30,9    | 30,9    | 31,6   | 31,6   |

In 2002 bedroeg het gemiddelde inkomen per inwoner 1381,13 zł.

## Plaatsen
Filipy, Górniki, Grębosze, Grodzisko, Gruszka, Huta, Jacentów, Jakimowice, Jarząb, Jóźwików, Kaliga, Kapałów, Kłucko, Lewoszów, Łysów, Momocicha, Mościska Duże, Mościska Małe, Mularzów, Nadworów, Nalewajków, Pakuły, Plenna, Podlesie, Radoska, Radoszyce, Salachowy Bór, Sęp, Szóstaki, Węgrzyn, Wilczkowice, Wiosna, Wisy, Wyrębów, Zychy.

## Aangrenzende gemeenten
Końskie, Łopuszno, Mniów, Ruda Maleniecka, Słupia (Konecka), Smyków